# Jutta Langenau
Jutta Langenau   (Erfurt, 10 d'octubre de 1933 - Erfurt, 9 de juliol de 1982), nascuda Großmann, fou una nedadora alemanya, especialista en papallona, que va competir durant les dècades de 1940 i 1950.
El 1956 va prendre part en els Jocs Olímpics d'Estiu de Melbourne, on fou sisena en els 100 metres braça del programa de natació.
En el seu palmarès destaquen una medalla d'or en els 100 metres papallona del Campionat d'Europa de natació de 1954. En la final va establir un nou rècord del món de l'especialitat. També guanyà catorze campionats nacionals i va establir 43 rècords nacionals de l'Alemanya Oriental. Un cop retirada de la vida esportiva es graduà en pedagogia i fou entrenadora de natació, entre d'altres de Roland Matthes. El 1954 fou la primera esportista elegida a la Volkskammer, el parlament de l'antiga RDA.